# 17696 Бомбеллі
17696 Бомбеллі (17696 Bombelli) — астероїд головного поясу, відкритий 8 березня 1997 року.
Тіссеранів параметр щодо Юпітера — 3,218.